# منتخب برمودا لكرة القدم
منتخب برمودا لكرة القدم (بالإنكليزية: Bermuda national football team) وهو المنتخب الوطني في جزر برمودا ويديره اتحاد جزر برمودا لكرة القدم . لم يسبق له التأهل إلى بطولة بطولة كأس العالم لكرة القدم .
أفضل إنجاز حققه احتلال المركز الثاني في مسابقة كرة القدم في دورة الألعاب الأمريكية 1967 حيث خسر من المكسيك في المباراة النهائية .

## وصلات خارجية
- قائمة بيانات المنتخب من الموقع الرسمي للفيفا باللغة العربية

1. ↑  "The FIFA/Coca-Cola World Ranking". FIFA. 18 يوليو 2024. اطلع عليه بتاريخ 2024-07-18.